# Espen Johnsen
Espen Johnsen (ur. 20 grudnia 1979 w Kristiansandzie) – piłkarz norweski grający na pozycji bramkarza. W reprezentacji Norwegii rozegrał 18 meczów. Jest starszym bratem Mariusa Johnsena, także piłkarza i 7-krotnego reprezentanta kraju.

## Kariera klubowa
Karierę piłkarską Johnsen rozpoczynał w klubie Vigør Kristiansand. W 1997 roku grał w nim w trzeciej lidze norweskiej. W 1998 roku odszedł do Startu. W 1999 roku awansował z nim z drugiej ligi norweskiej do pierwszej ligi. W Starcie grał także w 2000 roku.
W 2001 roku Johnsen został zawodnikiem Rosenborga Trondheim, w którym zadebiutował 8 lipca 2001 w zremisowanym 1:1 domowym meczu z Vikingiem. Przez pierwsze dwa sezony był rezerwowym bramkarzem dla Islandczyka Árniego Gautura Arasona, ale od 2003 roku był już podstawowym bramkarzem Rosenborga. W Rosenborgu grał do końca 2006 roku. W latach 2001–2004 czterokrotnie z rzędu wywalczył mistrzostwo Norwegii, a w 2006 roku został mistrzem po raz piąty w karierze. W 2003 roku zdobył z Rosenborgiem Puchar Norwegii.
Na początku 2007 roku Johnsen przeszedł z Rosenborga do Strømsgodset IF. W tym klubie swój debiut zanotował 9 kwietnia 2007 w meczu z Odds BK (2:1). W Strømsgodset grał także w 2008 roku. W 2009 roku wrócił do Rosenborga, ale nie rozegrał tam żadnego spotkania będąc dublerem Rune Jarsteina. W 2009 roku zakończył karierę w wieku 30 lat.
| Sezon | Klub               | Kraj     | Rozgrywki    | Mecze | Bramki |
| ----- | ------------------ | -------- | ------------ | ----- | ------ |
| 1997  | Vigør Kristiansand | Norwegia | III. liga    | ?     | ?      |
| 1998  | IK Start           | Norwegia | Adeccoligaen | ?     | ?      |
| 1999  | IK Start           | Norwegia | Adeccoligaen | 21    | 0      |
| 2000  | IK Start           | Norwegia | Tippeligaen  | 22    | 0      |
| 2001  | Rosenborg BK       | Norwegia | Tippeligaen  | 3     | 0      |
| 2002  | Rosenborg BK       | Norwegia | Tippeligaen  | 2     | 0      |
| 2003  | Rosenborg BK       | Norwegia | Tippeligaen  | 25    | 0      |
| 2004  | Rosenborg BK       | Norwegia | Tippeligaen  | 26    | 0      |
| 2005  | Rosenborg BK       | Norwegia | Tippeligaen  | 21    | 0      |
| 2006  | Rosenborg BK       | Norwegia | Tippeligaen  | 0     | 0      |
| 2007  | Strømsgodset IF    | Norwegia | Tippeligaen  | 22    | 0      |
| 2008  | Strømsgodset IF    | Norwegia | Tippeligaen  | 24    | 0      |
| 2009  | Rosenborg BK       | Norwegia | Tippeligaen  | 0     | 0      |

## Kariera reprezentacyjna
W reprezentacji Norwegii Johnsen zadebiutował 22 maja 2003 roku w wygranym 2:0 towarzyskim spotkaniu z Finlandią. W swojej karierze grał także m.in. w eliminacjach do Euro 2004 i MŚ 2006. Od 2003 do 2006 roku rozegrał w kadrze narodowej 18 meczów.
| Mecze i gole w reprezentacji | Mecze i gole w reprezentacji | Mecze i gole w reprezentacji     | Mecze i gole w reprezentacji | Mecze i gole w reprezentacji | Mecze i gole w reprezentacji | Mecze i gole w reprezentacji |
| #                            | Data                         | Stadion                          | Rywal                        | Wynik                        | Gol                          | Rozgrywki                    |
| 2003                         | 2003                         | 2003                             | 2003                         | 2003                         | 2003                         | 2003                         |
| ---------------------------- | ---------------------------- | -------------------------------- | ---------------------------- | ---------------------------- | ---------------------------- | ---------------------------- |
| 1.                           | 22.05.2003                   | Oslo, Norwegia                   | Finlandia                    | 2:0                          | 0                            | towarzyski                   |
| 2.                           | 20.08.2003                   | Oslo, Norwegia                   | Szkocja                      | 0:0                          | 0                            | towarzyski                   |
| 3.                           | 06.09.2003                   | Zenica, Bośnia i Hercegowina     | Bośnia i Hercegowina         | 0:1                          | 0                            | el. ME 2004                  |
| 4.                           | 10.09.2003                   | Oslo, Norwegia                   | Portugalia                   | 0:1                          | 0                            | towarzyski                   |
| 5.                           | 11.10.2003                   | Oslo, Norwegia                   | Luksemburg                   | 1:0                          | 0                            | el. ME 2004                  |
| 6.                           | 15.11.2003                   | Walencja, Hiszpania              | Hiszpania                    | 1:2                          | 0                            | el. ME 2004                  |
| 7.                           | 19.11.2003                   | Oslo, Norwegia                   | Hiszpania                    | 0:3                          | 0                            | el. ME 2004                  |
| 2004                         |                              |                                  |                              |                              |                              |                              |
| 8.                           | 28.04.2004                   | Oslo, Norwegia                   | Rosja                        | 3:2                          | 1                            | towarzyski                   |
| 9.                           | 04.09.2004                   | Palermo, Włochy                  | Włochy                       | 1:2                          | 0                            | el. MŚ 2006                  |
| 2005                         |                              |                                  |                              |                              |                              |                              |
| 10.                          | 22.01.2005                   | Kuwejt, Kuwejt                   | Kuwejt                       | 1:1                          | 0                            | towarzyski                   |
| 11.                          | 25.01.2005                   | Manama, Bahrajn                  | Bahrajn                      | 1:0                          | 0                            | towarzyski                   |
| 12.                          | 28.01.2005                   | Amman, Jordania                  | Jordania                     | 0:0                          | 0                            | towarzyski                   |
| 13.                          | 09.02.2005                   | Valletta, Malta                  | Malta                        | 3:0                          | 0                            | towarzyski                   |
| 14.                          | 20.04.2005                   | Tallinn, Estonia                 | Estonia                      | 2:1                          | 0                            | towarzyski                   |
| 15.                          | 24.05.2005                   | Oslo, Norwegia                   | Kostaryka                    | 1:0                          | 0                            | towarzyski                   |
| 16.                          | 08.06.2005                   | Sztokholm, Szwecja               | Szwecja                      | 3:2                          | 0                            | towarzyski                   |
| 2006                         |                              |                                  |                              |                              |                              |                              |
| 17.                          | 25.01.2006                   | San Francisco, Stany Zjednoczone | Meksyk                       | 1:2                          | 0                            | towarzyski                   |
| 18.                          | 29.01.2006                   | Los Angeles, Stany Zjednoczone   | Stany Zjednoczone            | 0:5                          | 0                            | towarzyski                   |